# Vernéaz
Vernéaz är en ort i kommunen La Grande Béroche i kantonen Neuchâtel i Schweiz. Den ligger cirka 19 kilometer sydväst om Neuchâtel. Orten har cirka 30 invånare (2023).
Före den 1 januari 2018 tillhörde Vernéaz kommunen Vaumarcus. Den tidigare kommunen Vaumarcus hade namnet Vaumarcus-Vernéaz fram till år 1966.